# Gocha Jamarauli
Gocha Jamarauli (Gardabani, 23 luglio 1971) è un ex calciatore georgiano, di ruolo centrocampista.

## Carriera

### Club
Durante la sua carriera ha giocato con numerose squadre di club, tra cui principalmente la Dinamo Tbilisi.

### Nazionale
Conta 62 presenze e 6 reti con la Nazionale georgiana.